# Cecílie Nevillová
Cecilie Nevillová, vévodkyně z Yorku (3. května 1415 – 31. května 1495), byla manželkou Richarda Plantageneta a matka dvou anglických králů: Eduarda IV. a Richarda III.

## Vévodkyně z Yorku
Cecilie byla dcerou Ralfa Nevilla, hraběte z Westmorlandu a Jany Beaufortové. Z matčiny strany byl jejím dědem Jan z Gentu, syn krále Eduarda III. V roce 1424, když jí bylo devět let, byla svým otcem zasnoubena s třináctiletým svěřencem svého otce, Richardem Plantagenetem. Svatba proběhla v říjnu 1429. Když se Richard v roce 1441 odebral do Francie, Cecilie šla spolu s ním. Po vypuknutí války růží žila na hradě Ludlow, i když Richard uprchl do Irska a Evropy. Zasazovala se však o zájmy Yorků. Když parlament v listopadu 1459 debatoval o osudu Yorku a jeho podporovatelů, odcestovala do Londýna a přimlouvala se za svého manžela. Richardovo území bylo sice zkonfiskováno, ale Cecilie alespoň získala podporu 600 liber ročně pro sebe a své děti. Richard zemřel v bitvě u Salisbury v roce 1460 a jejich syn Edmund byl po bitvě zajat a popraven.

## Matka dvou králů
Její syn Eduard IV. byl nakonec v boji proti Lancasterům v roce 1461 úspěšný a z Cecilie se stala matka krále. Své postavení dala najevo tím, že do svého erbu zahrnula i královský erb Anglie. Dva Eduardovi mladší bratři Jiří, vévoda z Clarence a Richard, vévoda z Gloucesteru (později král Richard III.) byli soupeři v nástupnictví na anglický trůn. Jiří byl později obviněn z osnování vzpoury proti Eduardovi, uvězněn v Toweru a 18. února 1478 soukromě popraven. Eduard sám zemřel v roce 1483. Jeho nejstaršímu synovi byl udělen titul Princ z Walesu ve věku sedmi měsíců. Mladý Eduard byl velmi rychle sesazen, nahrazen a možná i zavražděn strýcem Richardem. Ten sám však roce 1485 zemřel v bitvě u Bosworthu.
18. ledna 1486 se Ceciliina vnučka Alžběta z Yorku provdala za Jindřicha VII. Tudora. Cecilie se oddala náboženským povinnostem a pověst o její zbožnosti pochází právě z této doby. Zemřela jako jeptiška ve věku 80 let v roce 1495 a je pohřbena v hrobě se svým manželem a jejich synem Edmundem. Z jejích třinácti dětí v té době byly naživu už jen dvě dcery.

## Potomstvo
- Jana z Yorku (*1438, zemřela jako dítě)
- Anna z Yorku (*10. srpen 1439 – 14. leden 1476) ∞ Henry Holland, 3. vévoda z Exeteru
- Jindřich z Yorku (* 10. únor 1441, zemřel jako dítě)
- Eduard (*28. duben 1442 – 9. duben 1483), král Anglie
- Edmund, hrabě z Rutlandu, (*17. květen 1443 – 31. prosinec 1460)
- Alžběta z Yorku (*22. duben 1444 – 1503 anebo 1504) ∞ John de la Pole, 2. vévoda ze Suffolku
- Markéta z Yorku (*3. květen 1446 – 23. listopad 1503) ∞ Karel Smělý, burgundský vévoda
- Vilém z Yorku (* 7. červenec 1447, zemřel jako dítě)
- Jan z Yorku (* 7. listopad 1448, zemřel jako dítě)
- Jiří (*21. říjen 1449 – 18. únor 1478)
- Tomáš z Yorku (* 1451, zemřel jako dítě)
- Richard (*2. říjen 1452 – 22. srpen 1485), král Anglie
- Uršula z Yorku (* 1454, zemřela jako dítě)